# ويسيمبورغ
ويسيمبورغ (بالفرنسية: Wissembourg)‏ هي بلدية تقع في إقليم الراين الأسفل من منطقة ألزاس في شمال شرق فرنسا. تبلغ مساحة هذه المدينة 48.18 (كم²)، وترتفع عن سطح البحر 160 م، يبلغ عدد سكانها 8008 نسمة حسب إحصاء المعهد الوطني للإحصاء والدراسات الاقتصادية سنة 2009 م. وترأس Christian Gliech البلدية خلال فترة (2008–14).

## توأمة
لويسيمبورغ اتفاقيات توأمة مع:
- تانغرمونده

## أعلام
- نيكولاس بونيس
- جولي فافر
- فريدريش ويلهلم شولتز
- كريستوف كيرن
- ديفيد أولم
- أنطوان ويسترمان
- جان بيار هوبير

## وصلات خارجية
- صفحة البلدية على موقع المعهد الوطني للإحصاء والدراسات الاقتصادية (بالفرنسية)